# Sant Andreu de la Barca
Sant Andreu de la Barca település Spanyolországban, Barcelona tartományban. Lakosainak száma 27 062 fő (2024).

## Földrajza
Sant Andreu de la Barca Castellbisbal, Corbera de Llobregat, Castellví de Rosanes és Martorell községekkel határos.

## Közlekedés
A település az FGC vasúttársaság Llobregat–Anoia-vasútvonala vonalán fekszik, melyen Barcelona is könnyedén megközelíthető.

## Népesség
A település lakosságának változását az alábbi diagram mutatja:
| Lakosok száma | 160  | 849  | 1031 | 1524 | 14 336 | 23 675 | 26 401 | 27 268 | 27 558 | 27 062 |
|               | 1717 | 1887 | 1936 | 1960 | 1986   | 2004   | 2009   | 2014   | 2019   | 2024   |